# Pachyelater
Pachyelater là một chi bọ cánh cứng trong họ 
Elateridae.
Chi này được miêu tả khoa học năm 1897 bởi Lesne.

## Các loài
Các loài trong chi này gồm:
- Pachyelater birmanicus (Schimmel, 1993)
- Pachyelater insularis Candèze, 1893
- Pachyelater lesnei Fleutiaux
- Pachyelater macrocerus Lesne, 1906
- Pachyelater madagascariensis (Lesne, 1897)
- Pachyelater nomopleus Candèze, 1891
- Pachyelater obscurus Lesne, 1906